# Sören Kahl
Sören Kahl (* Dezember 1964 in Siegen; Schreibweise des Vornamens teilweise auch: Søren) ist Texter und Sänger christlicher Popmusik sowie Buch- und Hörbuchautor.  

## Leben
Sören Kahl wurde als viertes Kind einer Pastorenfamilie in Siegen-Weidenau geboren. Im Alter von 13 Jahren ließ er sich taufen. Ebenfalls um diese Zeit begann er erste eigene Lieder zu schreiben, entschied sich allerdings nach dem Abitur hauptberuflich für seinen Weg in Richtung Marketing und Werbedesign und machte seinen Abschluss als Diplom-Kommunikationswirt. Er arbeitet heute als Grafikdesigner und Werbefachmann im christlichen Kawohl-Verlag. In seiner Freizeit ist Sören Kahl als Texter und Musiker tätig und reiste bis zum Jahr 2001 zu über 400 Konzerten deutschlandweit. 1985 wurde er Leadsänger der christlichen Popband Klemata, die ihm zu bundesweiter Bekanntheit verhalf. Ende 1993 verließ er die Band und bildete mit seiner damaligen Ehefrau Bettina Alms das Pop-Duo Sören und Bettina. Nach Ende der Ehe im Jahr 2005 verarbeitete Sören Kahl 2008 diese schwierige Zeit in Form von meditativen Konzeptalben. Sein erstes Album nach siebenjähriger Künstlerpause Das Wunder der Perle wurde zum Bestseller im christlichen Musikgeschäft. Als Gast-Solist wirkte er bei zahlreichen Projektalben aber auch Kinderkonzepten für einflussreiche Produzenten der christlichen Musikindustrie wie Dirk Schmalenbach, Klaus Heizmann, Margret Birkenfeld und Jochen Rieger mit. 
Sören Kahl hat zwei Kinder. Sein Sohn Björn Amadeus war in der 4. Staffel von The Voice of Germany dabei.

## Diskografie
- Zum Ziel (Adlib Music, 2000)
- Das Wunder der Perle: Heilsame Impulse für die verwundete Seele. (Adlib Music, 2008)
- Das Wunder der Liebe: Heilsame Impulse für die verwundete Seele, Volume 2. (Adlib Music, 2010)
- Das Wunder der Heilung: Heilsame Impulse für die verwundete Seele, Volume 3. (Adlib Music, 2011)
- Das Geschenk der Perlen. (mit Björn Amadeus Kahl; Adlib Music, 2012)
- Ein Trost des Himmels (Adlib Music, 2013)

### Mitwirkung
- Wo ist denn mein Teddy? (mit dem Wetzlarer Kükenchor;  Schulte & Gerth, 1994)
- Lokaltermin: Musical von Gertrud und Dirk Schmalenbach. (Schulte & Gerth, 1994)
- Lass dich auf die Freude ein. (Weihnachtskonzept von Klaus Heizmann;  Schulte & Gerth, 1996)

### Compilations
- Wunderbar geborgen: Einfühlsame Lieder und Melodien für die Zeit der Trauer. (Felsenfest, 2015)
- Er trocknet deine Tränen: Wohltuende Lieder für den Weg der Trauer. (Felsenfest, 2013)

### Als Teil einer Band
Klemata: 
- Zeit für dich. (Lord Records)
- Wie neu. (Lord Records, 1992)
- Zum Ziel. (Lord Records, 1993)

Sören und Bettina:
- Bilderwelt. (Schulte & Gerth, 1994)
- Sören & Bettina. (Schulte & Gerth, 1996)
- Gute-Laune-Lieder (Adlib Music, 1997)
- Sprache der Liebe (Adlib Music, 1998)
- Diese Nacht (Single; Adlib Music, 1999)
- Was am Ende bleibt. (Adlib Music, 2000)

### Hörbücher
- Alles Gute dir! (Adlib Music)
- Die Sonne, dir mir lachet: Paul Gerhardt – seine Lebensgeschichte und schönsten Lieder. (Sprecher)

## Veröffentlichungen
- Das Wunder der Liebe: Ein Mut-Mach-Märchen für Himmelskinder. (Kawohl-Verlag, 2014, ISBN 978-3-86338-122-6)
- Ich will dich beschenken: Ein Liebesbrief Gottes. (Kawohl-Verlag, 2013, ISBN 978-3-86338-117-2)
- Das Wunder der Heilung. (Kawohl-Verlag, 2012, ISBN 978-3-86338-108-0)
- Das Wunder der Perle. (Kawohl-Verlag, 2001, ISBN 978-3-88087-785-6)